# 헤낭 로지
헤낭 아우구스투 로지 두스 산투스(포르투갈어: Renan Augusto Lodi dos Santos, 1998년 4월 8일 ~ )는 브라질의 축구 선수로, 현재 알힐랄 소속이다, 포지션은 왼쪽 풀백이다.